# Marco Nicolini
Marco Nicolini (Piove di Sacco, 15 de septiembre de 1970) es un escritor y político sanmarinense y uno de los Capitanes Regentes junto con Gian Carlo Venturini desde el 1 de abril de 2021 hasta el 1 de octubre de 2021.

## Biografía
Nacido en Piove di Sacco de padre sanmarinense y madre italiana, y crecido en Padua, Italia, Nicolini se graduó en el Instituto Episcopal Barbarigo de Padua y, posteriormente, en la Facultad de Lenguas y Literaturas Extranjeras de la Universidad de Urbino.
Trabajó en el sector turístico mientras residía en los diferentes países y en 1999, a los veintiocho años, regresó a San Marino, y trabajó en dos empresas financieras y en una institución bancaria. Nicolini se unió al ecologista Movimiento RETE y en las elecciones de 2016 fue elegido miembro del  Gran Consejo General, donde ocupó el cargo de Presidente de la Delegación de San Marino en el Consejo de Europa, en Estrasburgo.
Nicolini ha publicado un libro de literatura sobre boxeo que ha logrado cierto éxito editorial. Recientemente, por AIEP Edition, publicó una antología de cuentos titulada Sottacqua.
Está casado y es padre de dos hijos.

## Publicaciones
- Storie di pugili. Prato: Piano B. 2018. ISBN 9788893710565.
- Sottacqua. Ciudad de San Marino: AIEP. 2020. ISBN 9788860861818.